# 李勇浩
もしかして
- 李容浩

ではありませんか？